# Gustav Fuchs (Politiker)
Gustav Fuchs (* 2. Januar 1900 in  Kraisdorf; † 21. März 1969 in Bamberg) war ein deutscher Politiker der CSU.

## Leben und Beruf
Nach dem Besuch der Volksschule absolvierte Fuchs, der römisch-katholischen Glaubens war, eine landwirtschaftliche Ausbildung und übernahm 1925 den elterlichen Hof. In beiden Weltkriegen war er Soldat. Er war nach dem Zweiten Weltkrieg an der Wiedergründung des Bayerischen Bauernverbandes beteiligt und 1953 bis 1969 Präsident des Bezirksverbandes Unterfranken.

## Politik
Fuchs, in der Weimarer Republik Mitglied der BVP, war nach 1945 einer der Mitgründer der CSU im Landkreis Ebern. Von 1945 bis 1946 amtierte er als Bürgermeister seiner Heimatgemeinde Kraisdorf und war seit 1948 Kreistagsabgeordneter im Landkreis Ebern.
Er gehörte dem Deutschen Bundestag seit dessen erster Wahl 1949 bis 1961 an und wurde im Wahlkreis Bad Kissingen stets direkt gewählt. Von 1964 bis 1969 war er auch Mitglied im Bayerischen Senat.
Mit dem Bayerischen Verdienstorden wurde er am 14. Mai 1965 ausgezeichnet.